# New Brighton (Pennsylvania)
New Brighton  è una borough degli Stati Uniti d'America, nella contea di Beaver nello Stato della Pennsylvania. Secondo il censimento del 2000 la popolazione è di 6.641 abitanti.

## Società

### Evoluzione demografica
La composizione etnica vede una prevalenza della razza bianca (86,28%) seguita da quella afroamericana (10,56%), dati del 2000.
| borough di New Brighton Popolazione |       |
| 2000                                | 6.641 |
| Stima al 2009                       | 6.026 |